# Inni
Inni ist ein Live-Album der isländischen Band Sigur Rós.

## Veröffentlichung
Inni erschien am 7. November 2011 sowohl als Doppel-Livealbum als auch als Schwarzweißfilm auf DVD und Blu-ray. Der Film läuft weltweit in verschiedenen Kinos. Die Regie führte Vincent Morisset. Mit Lúppulagid ist ein bisher unveröffentlichtes Stück enthalten.
Inni wurde durch die Labels XL Recordings (hauptsächlich für den US-amerikanischen Markt) sowie Krunk (für UK und Europa) in verschiedenen, teilweise limitierten, Versionen veröffentlicht, darunter:
- Download – Film im MP4-, Album im Wave- oder MP3-Format
- Standard – Film auf DVD, Album auf Doppel-CD (mehrere Varianten)
- Blu-ray – Film auf Bluray und DVD, Album auf Doppel-CD (mehrere Varianten)
- Vinyl+DVD – Film auf DVD, Album auf Doppel-CD und Dreifach-Vinyl (drei Varianten, darunter eine Version von XL-Recordings auf transparentem Vinyl)
- Limited special – Film auf Blu-ray und DVD, Album auf Doppel-CD, "Lúppulagid" als 7" auf farbigem Vinyl, spezielle Verpackung und anderes Bonusmaterial

## Rezeption
Bei Metacritic hat Inni einen Durchschnitt von 78 % aus 18 professionellen Reviews. Das Spin-Magazin bewertet Inni ebenso mit sieben von zehn Punkten.

## Titelliste

### CD 1
1. Svefn-g-englar
2. Glósóli
3. Ný batterí
4. Fljótavík
5. Við spilum endalaust
6. Hoppípolla
7. Með blóðnasir
8. Inní mér syngur vitleysingur
9. E-Bow

### CD 2
1. Sæglópur
2. Festival
3. Hafsol
4. All Alright
5. Popplagið
6. Lúppulagið

### DVD
1. Ný batterí
2. Svefn-g-englar
3. Fljótavík
4. Inní mér syngur vitleysingur
5. Sæglópur
6. Festival
7. E-Bow
8. Popplagið
9. Lúppulagið